# Patrick Nyarko
Patrick Nyarko (ur. 15 stycznia 1986 w Kumasi) – ghański piłkarz występujący na pozycji napastnika.

## Początki
Pierwszym klubem 19-letniego wówczas napastnika był zespół juniorski ghańskiego Kaaseman F.C. Nyarko przybył do USA w 2005 roku i grał w uniwersyteckiej drużynie Virginia Tech Hokies.
| "Nyarko jest najbardziej niesamowitym graczem, jakiego miałem okazję trenować." – Oliver Weiss |

Barwy tego zespołu reprezentował w latach 2005–2007 strzelając 31 bramek i zostając uważanym przez wiele osób najlepszym piłkarzem w historii Hokies. Trenował go wtedy Oliver Weiss, który po raz pierwszy spotkał Nyarko podczas swojej skautowskiej wycieczki do Ghany. Młody napastnik, dzięki swoim golom, zdobywał wiele nagród w sondażach oraz pomógł swojemu zespołowi zostać jednym z najlepszych w swojej lidze.

## Kariera klubowa
Zajmując 7. miejsce w MLS SuperDraft 2008 Ghańczyk dostał się do drużyny grającej w najwyższej lidze amerykańskiej Major League Soccer – Chicago Fire. W nowym zespole zadebiutował 15 czerwca 2008 w meczu z FC Dallas (0:1), wchodząc z ławki w 72 minucie jako zmiennik Justina Mappa. Pierwszą bramkę zdobył za to 2 sierpnia 2008 w spotkaniu z Chivas USA. W 2016 przeszedł do DC United.